# Aanchal Sharma

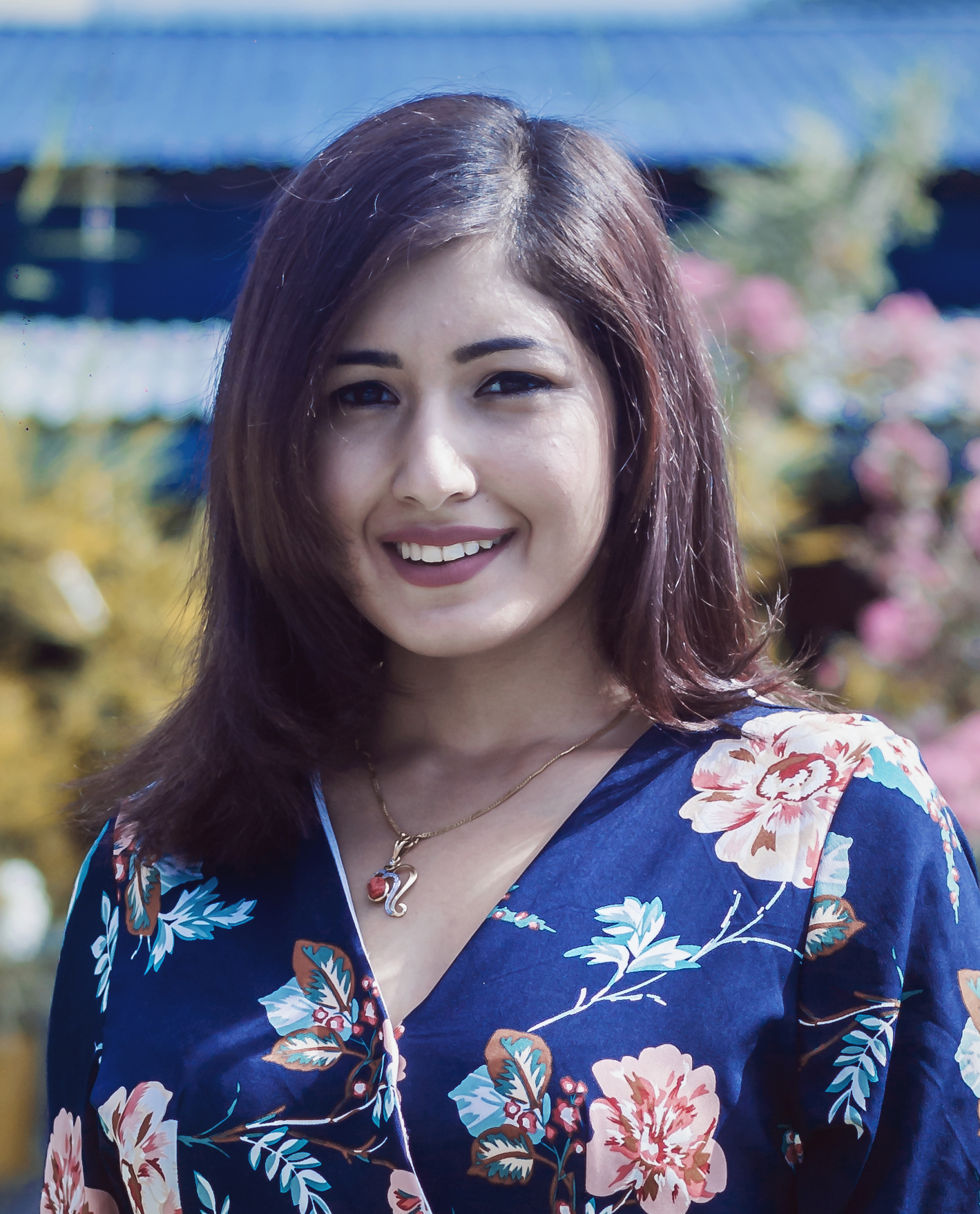
Aanchal Sharma

Aanchal Sharma (Nepali आँचल शर्मा; * 18. März 1995 in Kathmandu) ist eine nepalesische Schauspielerin und Model.

## Biografie
Sharma wuchs in Kathmandu auf. Ihr Debüt gab sie 2016 in dem Film Nai Nabhannu La 4. Anschließend trat sie 2017 in Johny Gentleman auf. 2018 wurde sie für den Film Shatru Gate gecastet.
Im selben Jahr war Sharma in Black zu sehen. Außerdem setzte sie ihre Karriere in Daal, Bhaat, Tarkari fort. Unter anderem bekam sie eine Rolle in Jhingye Dau. 2022 spielte Sharma in dem Film Hitman mit. Aanchal war auch in einem Musikvideo von Teri Meri Dastaan zu sehen.

## Filmografie
Filme
- 2016: Nai Nabhannu La 4
- 2017: Johny Gentleman
- 2018: Shatru Gate
- 2018: Black
- 2019: Daal, Bhaat, Tarkari
- 2022: Jhingye Dau
- 2022: Hitman
- 2023: Nai Nabhannu La 6